# مورمور
سيث نيكويست (ولد في 1992) يعرف بمورمور، هو مغني بوب وكاتب أغاني كندي مستقل.